# Батлер, Эмилия, графиня Оссори
Эмилия Батлер, графиня Оссори (англ. Emilia Butler, Countess of Ossory), урожденная Эмилия ван Нассау-Беверверд (нидерл. Emilia van Nassau-Bever); 1635 — 12 декабря 1688) — голландская аристократка из Нассауского дома, фрейлина Екатерины Брагансской, супруги короля Англии Карла II.

## Биография
Эмилия была дочерью Людвига Нассау-Бевервердского и его супруги Изабеллы фон Хорн; по отцовской линии она была правнучкой полководца и государственного деятеля Вильгельма Оранского.
17 ноября 1659 года вышла замуж за английского дворянина Томаса Батлера (1634—1680), 6-го графа Оссори (с 1662 года). У супругов было 11 детей, среди которых:
- Леди Элизабет Батлер[англ.] (1660 — 5 июля 1717), вышла замуж за Уильяма Стэнли, 9-го графа Дерби (ок. 1655—1702), у пары было 3 детей;
- Джеймс Батлер, 2-й герцог Ормонд (29 апреля 1665 — 16 ноября 1745), 7-й граф Оссори (1680—1745), 2-й герцог Ормонд (1688—1745);
- Чарльз Батлер, 1-й граф Арран, де-юре 3-й герцог Ормонд (29 августа 1671 — 17 декабря 1758), 1-й граф Арран (1693—1758);
- Леди Амелия Батлер (ум. 1760);
- Леди Генриетта Батлер[англ.] (ум. 11 октября 1724), вышла замуж за Генри де Нассау и Д’Оверкерка, 1-го графа Грантема[англ.] (1673—1754), у супругов было 5 детей.

Весной 1660 года вместе с мужем покинула Голландию и уехала в Англию, где королём стал Карл II Стюарт. 
В 1662 году она была назначена фрейлиной Екатерины Брагансской, которая стала королевой Англии благодаря браку с Карлом II. Она была фрейлиной королевы в течение 23 лет, пока не вышла в отставку после смерти Карла II в 1685 году.
Скончалась 12 декабря 1688 года на 54-м году жизни, была похоронена в Вестминстерском аббатстве.